# Bâtiment des bains publics de Planinica
Le bâtiment des bains publics à Planinica (en serbe cyrillique : Зграда Народног купатила у Планиници ; en serbe latin : Zgrada Narodnog kupatila u Planinici) se trouve à Planinica, sur le territoire de la ville de Zaječar et dans le district de Zaječar, en Serbie. Il est inscrit sur la liste des monuments culturels protégés de la république de Serbie (identifiant no SK 1004),.

## Présentation
Le bâtiment a été construit entre 1927 et 1929.